# Philautus popularis
Philautus popularis és una espècie de granota que es troba a Sri Lanka.